# Туризам у Турској
Туризам у Турској фокусиран је углавном на низ историјских места и на приморска одмаралишта дуж обала Егејског и Средоземног мора. Турска је такође постала популарна дестинација за културни, бањски и здравствени туризам.
2019. године, Турска је привукла око 51 милион страних туриста, сврставши се у шесту најпопуларнију туристичку дестинацију на свету. Укупан број се кретао између око 41 милион у 2015. и око 30 милиона у 2016. Опоравак је започео 2017. године, тако што се број страних посетилаца повећао на 37,9 милиона, а 2018. године 46,1 милиона посетилаца.

## Дестинације

### Истанбул
Истанбул је једно од најважнијих туристичких места не само у Турској већ и у свету. У граду постоје хиљаде хотела и других туристички оријентисаних индустрија. Највећи турски град Истанбул има низ главних атракција које потичу из његовог историјског статуса главног града Византијског и Османског царства. Ту спадају џамија султана Ахмеда („Плава џамија“), Аја Софија, палата Топкапи, Цистерна Базилика, палата Долмабахче, кула Галата, велика чаршија, базар зачина и хотел Пера Палас. Истанбул је такође недавно постао један од највећих тржних центара у европској регији угошћујући тржне центре и молове, као што су Метросити, Акмеркез и Чевахир Мол, који је највећи тржни центар у Европи и седми највећи тржни центар на свету. Остале атракције укључују спортске догађаје, музеје и културне догађаје.
У јануару 2013. турска влада је најавила да ће изградити највећи светски аеродром у Истанбулу. Уложено је 7 милијарди евра, а планирано је да први део четвороделног плана буде завршен до 2017.
Као последица континуираног пада туризма у Турској последњих година, од октобра 2016. године у чувеној истанбулској чаршији некада препуне трговачке улице нису толико пуне као раније, „потоци туриста који су свакодневно посећивали пијацу пресушују“. Број страних туриста који су посетили Истанбул смањио се на 9,2 милиона у 2016. години, смањење од 26 одсто у односу на 2015. годину.

### Остале дестинације
Одмор на плажи и плава крстарења дуж турске ривијере, посебно за посетиоце из западне Европе, такође су од кључне важности за турску туристичку индустрију. Већина одмаралишта на плажи налази се дуж југозападне и јужне обале, зване Турска ривијера, посебно дуж медитеранске обале у близини Анталије. Анталија је такође прихваћена као туристичка престоница Турске. Велики одмаралишни градови укључују Бодрум, Фетије, Мармарис, Кушадаси, Чешме, Дидим и Алању. Такође је Турска 2015. године изабрана за другу на свету са својих 436 плажа са плавим заставицама, према Бродској комори.
Атракције на другим местима у земљи укључују следеће локације: Ефес, Троја, Пергам, Кућа Девице Марије, Памукале, Хијераполис, Трабзон (где је један од најстаријих манастира манастир Сумела), Конија (где је песник Руми провео већи део свог живот), Дидима, Црква Антиоха, древни Понтијски капитал и краљевске камене гробнице са акропољима у Амасији, верска места у Мардину (као што је манастир Дејрулзафаран), као и уништене градове и пејзаже Кападокије.
Дијарбакир је такође важан историјски град, иако је туризам на релативно малом нивоу због повремених оружаних сукоба.
Анкара има историјски стари град, и иако није баш туристички град, обично је место заустављања путника на путу до Кападокије. Град такође ужива у изврсном културном животу и има неколико музеја. Маузолеј Аниткабир је такође у Анкари - то је маузолеј Ататурка, оснивача Републике Турске.
Галипоље и увала Анзак - мала увала на полуострву Галипоље, је постала позната као место искрцавања АНЗАК-а (аустралијског и новозеландског армијског корпуса) у Првом светском рату 25. априла 1915. Након слетања у увалу Анзак, плажа је постала главна база аустралијских и новозеландских трупа током осам месеци кампање за Галипоље.

## Развој туризма
Доласци страних туриста знатно су порасли у Турској између 2000. и 2005. године, са 8 милиона на 25 милиона, што је Турску учинило топ-10 дестинацијом на свету за стране посетиоце. Приходи из 2005. износили су 20,3 милијарде америчких долара, што је такође учинило Турску једним од 10 највећих власника прихода на свету. У 2011. години, Турска је рангирана као 6. најпопуларнија туристичка дестинација у свету и 4. у Европи, према УНВТО Светском туристичком барометру. На врхунцу 2014. године, Турска је привукла око 42 милиона страних туриста, и даље се рангирајући као 6. најпопуларнија туристичка дестинација на свету. Од 2015. године туризам у Турској је нагло је опао. У 2016. години само је око 30 милиона људи посетило Турску. 2016. се описује као друга година огромних губитака и по броју посетилаца и по приходу, „година разорних губитака“, с тим што турска туристичка предузећа изјављују да се „не могу сетити горег времена у том сектору“. Број страних посетилаца почео је да се опоравља у 2017. години са 37,9 милиона евидентираних посетилаца. Опоравак је делимично резултат интензивних безбедносних кампања и оглашавања. Број руских туриста повећао се за 444% након опоравка билатералних односа, што је резултирало тиме да је Русија поново постала главно туристичко тржиште Турске. Повећања су такође забележена на британском, холандском и белгијском тржишту.
Почетком 2017. године турска влада позвала је турске грађане који живе у иностранству да проводе одморе у Турској, покушавајући да оживе сектор туризма који се бори. у економији која је пала крајем 2016. После уставног референдума у априлу 2017. забележен је још један нагли пад туристичких резервација из Немачке. У 2018. години, међутим, Удружење немачке туристичке индустрије забележило је раст немачких туристичких резервација за Турску, при чему је само ТУИ туристичка компанија забележила раст од 70%.

### Доласци страних посетилаца
Већина долазака туриста у Турску долази из следећих земаља.
| Број | Држава               | 2019       | 2018       | 2017       | 2016       | 2015       |
| ---- | -------------------- | ---------- | ---------- | ---------- | ---------- | ---------- |
| 1    | Русија               | 7,017,657  | 5,964,631  | 4,715,438  | 866,256    | 3,649,003  |
| 2    | Немачка              | 5,027,472  | 4,512,360  | 3,584,653  | 3,890,074  | 5,580,792  |
| 3    | Бугарска             | 2,713,464  | 2,386,885  | 1,852,867  | 1,690,766  | 1,821,480  |
| 4    | Уједињено Краљевство | 2,562,064  | 2,254,871  | 1,658,715  | 1,711,481  | 2,512,139  |
| 5    | Иран                 | 2,102,890  | 2,001,744  | 2,501,948  | 1,665,160  | 1,700,385  |
| 6    | Грузија              | 1,995,254  | 2,069,392  | 2,438,730  | 2,206,266  | 1,911,832  |
| 7    | Украјина             | 1,547,996  | 1,386,934  | 1,284,735  | 1,045,043  | 706,551    |
| 8    | Ирак                 | 1,374,896  | 1,172,896  | 896,876    | 420,831    | 1,094,144  |
| 9    | Холандија            | 1,117,290  | 1,013,642  | 799,006    | 906,336    | 1,232,487  |
| 10   | Азербејџан           | 901,723    | 858,506    | 765,514    | 606,223    | 602,488    |
| 11   | Пољска               | 880,839    | 646,365    | 296,120    | 205,701    | 550,779    |
| 12   | Француска            | 875,957    | 731,379    | 578,524    | 555,151    | 847,259    |
| 13   | Грчка                | 836,882    | 686,891    | 623,705    | 593,150    | 755,414    |
| 14   | Румунија             | 763,320    | 641,484    | 423,868    | 357,473    | 441,097    |
| 15   | Сједињене Државе     | 578,074    | 448,327    | 329,257    | 459,493    | 798,787    |
| 16   | Израел               | 569,368    | 443,732    | 380,415    | 293,988    | 224,568    |
| 17   | Саудијска Арабија    | 564,816    | 747,233    | 651,170    | 530,410    | 450,674    |
| 18   | Белгија              | 557,435    | 511,559    | 419,998    | 413,614    | 617,406    |
| 19   | Јордан               | 474,874    | 406,469    | 277,729    | 203,179    | 162,866    |
| 20   | Казахстан            | 455,724    | 426,916    | 402,830    | 240,188    | 423,744    |
| 21   | Шведска              | 444,285    | 384,397    | 289,134    | 320,580    | 624,649    |
| 22   | Кина                 | 426,344    | 394,109    | 247,277    | 167,570    | 313,704    |
| 23   | Аустрија             | 401,475    | 353,628    | 287,746    | 310,946    | 486,044    |
| 24   | Италија              | 377,011    | 284,195    | 205,788    | 213,227    | 507,897    |
| 25   | Либан                | 376,721    | 338,837    | 237,476    | 191,642    | 197,552    |
| 26   | Кувајт               | 374,191    | 298,620    | 255,644    | 179,938    | 174,486    |
| 27   | Данска               | 335,877    | 326,278    | 269,026    | 329,618    | 408,841    |
| 28   | Чешка                | 311,359    | 228,251    | 126,567    | 87,328     | 212,464    |
| 29   | Швајцарска           | 311,107    | 269,649    | 206,479    | 215,194    | 380,338    |
| 30   | Туркменистан         | 297,706    | 252,911    | 230,881    | 165,762    | 174,330    |
| 31   | Алжир                | 295,512    | 288,207    | 213,333    | 176,233    | 171,873    |
| 32   | Србија               | 282,347    | 225,312    | 146,852    | 110,594    | 178,997    |
| 33   | Кипар                | 268,341    | 266,859    | 256,059    | 233,181    | 246,245    |
| 34   | Либија               | 259,243    | 188,312    | 99,395     | 72,014     | 234,762    |
| 35   | Белорусија           | 258,419    | 245,254    | 229,229    | 113,793    | 204,355    |
| 36   | Шпанија              | 257,342    | 178,018    | 106,757    | 106,582    | 236,063    |
| 37   | Узбекистан           | 252,138    | 241,235    | 195,745    | 134,330    | 143,331    |
| 38   | Мароко               | 234,264    | 176,538    | 114,155    | 87,660     | 109,775    |
| 39   | Индија               | 230,131    | 147,127    | 86,996     | 79,316     | 131,869    |
| 40   | Литванија            | 229,704    | 199,371    | 134,264    | 109,749    | 112,654    |
|      | Total                | 51,747,198 | 46,112,592 | 37,969,824 | 30,906,680 | 41,114,069 |

### Питања имиџа турске владе у земљама порекла туриста
Разлог пада туризма приписује се општем порасту политичког насиља, политичкој напетости са Русијом и терористичким нападима, и лошој слици коју су све ауторитарније политике Реџепа Тајипа Ердогана дале Турској. Према Фаруку Шену, шефу турске Европске фондације за образовање и научне студије: „Немачки туристи се не плаше бомби; ако сада у Турску долази мање немачких туриста, то је због имиџа земље. Ако у Немачкој кажете „идем у Турску, ово се сада схвата у значењу „идем у земљу диктатора.“
Након вишемесечног притвора новинара и политичких активиста, укључујући странце у Турској, влада Немачке је у јулу 2017. издала упозорење за путовање својим грађанима. Такође је објављено да је турски председник Реџеп Тајип Ердоган понудио да пусти притворене немачке држављане турског порекла у замену за испоруку Турака који су добили политички азил у Немачкој.

### Владина политика и прописи
Влада АКП већ годинама промовише „халал туризам“, политички потврђујући овај став током 2016. У марту 2017, турски суд је забранио глобални сајт путовања Booking.com од пружања услуга турским туристима због недостатка националне дозволе,, док је Удружење хотелијера Турске водило кампање за укидање забране предузећа на која су се ослањали чланови на до 90 процената њиховог промета. У априлу 2017. године, полицијска управа града одмаралишта Анталије издала је директиву о забрани конзумирања алкохола изван зграда.